# Заморская провинция
Заморская провинция (порт. Província ultramarina) — тип административно-территориальных единиц Португальской колониальной империи в 1950—1970-х годах.
Статус заморских провинций был утверждён законом 1951 года.
Статус заморских провинций Португалии имели:
- Ангола (до обретения независимости в 1975 году)
- Гвинея (до обретения независимости в 1974 году)
- Кабо-Верде (до обретения независимости в 1975 году)
- Макао (с 1970-х годов имел официальный статус «китайской территории под управлением Португалии»)
- Мозамбик (до обретения независимости в 1975 году)
- Индия (до присоединения к Индии в 1961 году (признано Португалией в 1974 году))
- Сан-Томе и Принсипи (до обретения независимости в 1975 году)
- Тимор (до вторжения Индонезии в 1975 году)